# Mesterholdenes Europa Cup i håndbold 1959-60 (mænd)
Mesterholdenes Europa Cup i håndbold 1959-60 var den tredje udgave af Mesterholdenes Europa Cup i håndbold for mænd. Turneringen havde deltagelse af 15 klubhold, der var blevet nationale mestre sæsonen forinden, og blev vundet af Frisch Auf Göppingen fra Vesttyskland, som i finalen i Paris besejrede AGF fra Århus med 18-13.

## Resultater

### 1/8-finaler
| Dato  | Hjemmehold           | Udehold          | Res   |
| ----- | -------------------- | ---------------- | ----- |
| ?     | Frisch Auf Göppingen | Union Helsinki   | w.o.  |
| 6.12. | TV Aalsmeer          | BTV St. Gallen   | 17–13 |
| ?     | Sparta Katowice      | Dinamo Bucuresti | 24–27 |
| ?     | Dukla Praha          | Borac Banja Luka | 31–19 |
| ?     | AGF                  | Fredensborg SBK  | 24–11 |
| ?     | FC Porto             | ROC Flémallois   | 21–11 |
| ?     | USC Paris            | SC Esch          | 15–12 |

### Kvartfinaler
| Dato | Hjemmehold           | Udehold         | Res   |
| ---- | -------------------- | --------------- | ----- |
| ?    | Frisch Auf Göppingen | TV Aalsmeer     | 27–12 |
| ?    | Dinamo Bucuresti     | Dukla Praha     | 23–22 |
| ?    | AGF                  | Redbergslids IK | 17–16 |
| ?    | USC Paris            | FC Porto        | 18–13 |

### Semifinaler
| Dato | Hjemmehold           | Udehold          | Res   |
| ---- | -------------------- | ---------------- | ----- |
| ?    | Frisch Auf Göppingen | Dinamo Bucuresti | 10–8  |
| ?    | AGF                  | USC Paris        | 20–10 |

### Finale
Finalen blev spillet i Paris, Frankrig.
| Dato  | Hjemmehold           | Udehold | Res   |
| ----- | -------------------- | ------- | ----- |
| 12.3. | Frisch Auf Göppingen | AGF     | 18–13 |